# Jan Kozánek
Jan Kozánek (21. června 1819 Přerov – 17. ledna 1890 Kroměříž) byl český advokát, novinář a politik; poslanec Moravského zemského sněmu. V jeho odkazu pokračoval syn Karel Kozánek.

## Biografie

### Mládí, rodina, studia
Narodil se v Přerově. Pocházel ze zchudlé šlechtické (zemanské) rodiny. Jeden z předků Antonín Kozánek vlastnil statek v Hochstettnu (dnes Vysoká pri Morave na západním Slovensku) ještě na konci 18. století, jeho sestra Terezie byla manželkou urozeného Jiřího Miletiese. Později asi dělením majetku rodina zchudla. Otec Jan Kozánek starší (1790–1866) se uvádí jako čižmář (obuvník) a za prací patrně odešel na Moravu. Žil nejprve v Holešově, kde se mu narodila roku 1817 dcera Anna. Syn Jan Kozánek se narodil roku 1819 již v Přerově. Jeho kmotrem byla Marianna Kohutkova a její manžel Václav Kohutek notář v Kroměříži.
Vychodil normální školu v Přerově. Studoval gymnázium, filozofii a práva v Olomouci. V období let 1833–1839 vystudoval v Olomouci. Roku 1833 byl imatrikulován na nižším gymnáziu v Olomouci jako „Joannes Kotzanek“. V letech 1838–1840 následovalo dvouleté studium folozofie coby přípravy na vysokou školu. Od roku 1840 do roku 1844 studoval s vyznamenáním práva na Františkově univerzitě v Olomouci, kde získal titul doktora práv. Na doktora práv byl promován 3. listopadu 1845. Během studií se seznámil s Benjaminem Demelem, který se počátkem 60. let přistěhoval do Kroměříže, kde spolu s Kozánkem budovali český národní život ve městě.
V letech 1845–1848 působil na praxi u advokáta Dr. K. Dietricha v Opavě. Po studiích se taky živil jako vychovatel v Opavě. 29. října 1851 se jeho manželkou stala Marie Mošnerová. Už od roku 1836 docházel jako gymnazista do rodiny olomouckého profesora Františka Mošnera a vyučoval jeho tehdy ještě velmi mladou dceru Marii češtině. Jejich syn Karel Kozánek (1853–1941) působil jako advokát a hudební organizátor, stejně jako další syn Emil Kozánek (1856–1927).

### Veřejné působení v letech 1848–1849
Již během revolučního roku 1848 se veřejně angažoval. Působil tehdy na Opavsku a Těšínsku. Byl slezským dopisovatelem nově vzniklých Morawských Nowin. Nesouhlasil s radikalismem vídeňského povstání, naopak podporoval jednání Říšského sněmu. Psal především o volbách do Frankfurtu, kde Slované ze Slezska neměli žádné zastoupení, a kritizoval obavy Němců brojících proti snažení o spojení slezských, moravských a českých Slovanů. Své obavy o počeštění vyjadřovali heslem: Wir sind Deutsch geboren, sind alt, um erst czechisch zu lernen, und wollten daher Deutsch bleiben. Frankfurtský parlament byl výrazem snah o vytvoření německého národního státu. František Palacký ovšem jménem českého národa účast na něm odmítl. Kozánek tehdy o německém obyvatelstvu ve Slezsku napsal: „Ale řevnivost proti Čechům jenom dříme a pro spojení s nimi by zde u Němců darmo hlasy hledal.“ Později o Říšském sněmu (rakouský parlament) napsal: „Pro nás Vídeňský sněm zapomněli zdejší Němci hodně na Frankfurt a mluvějí již více po křesťansku, vyjímajíc jen některé přepjatce. jimž Frankfurt je nade všecko: i nad spravedlnost.“ Národní noviny, vydávané tehdy Karlem Havlíčkem Borovským, napsaly v roce 1848: „V Opavě pronásledují Kozánka!“ Kozánek v této době přispíval nejen do Morawských nowin, ale také do listu Česká včela. V této době udržoval i bohatou korespondenci s Aloisem Vojtěchem Šemberou. Od koncem 40. let byl publicisticky i literárně činný. Počátkem roku 1848 mu otiskl Moravský týdeník povídku Sirotek.
V roce 1848 se vyjadřoval i k otázce státoprávního uspořádání Čech, Moravy a Slezska. Organizoval kulturní podniky a setkání. V Havlíčkových Národních novinách kritizoval odmítavý postoj slovanských Moravanů ke sblížení s Čechami („Vědí Němci dobře, že když bratr s bratrem, Moravan s Čechem se nespojí, násilné jich různé přilepení k Německu patrně se usnadní.“) Zároveň uvedl: „Proti Čechům rozšiřuje se zde systematicky zášť a kyselost, a to všelikým dovoleným i nedovoleným, motorným i nemotorným způsobem. Proto prý Čechové chtějí spojení s Moravou, aby se z bohatství moravského co hladovci najedli; o Praze nemluví se zde jinak, než jakobychom tam navšední den i ve svátek německé maso jedli a krev Němců pili; nejinak než jako Turci a Mamelukové nakládáme s Němci, těmi „ubohými“ podrobenci svými! Proto jsme chtěli spojiti se s Moravou, abychom všechny úřady jen do Prahy a do Čech dostali a tak se na moravské outraty vyživili!“ Národnostní poměry ve Slezsku líčil v Národních novinách následovně: „Ve větším díle měst panuje duchaprázdnost až hanba... Města ne s míchaným, nýbrž s obyvatelstvím veskrz slovanským mají německou stranu v sobě, která si na pána hrá...“ O maďarské revoluci prohlásil: „Věru, musíme obdivovat horoucí lásku těchto a mnohých jiných Maďarů ku své vlasti...“ Označil ovšem Maďary za „odbojníky proti sjednocenému, všem národům spravedlivému Rakousku, vrahy a katy našich bratrů Slovanů v uherské zemi.“ K poměru Maďarů a Němců tvrdil, že „Jsou jejich elity spojeny s německou stranou a chtějí společnými silami ovládat slovanskou část obyvatelstva...“ V otázce budoucí podoby Rakouska uvedl: „aby náš císař pán nějakým způsobem nebyl podřízen německému císaři neb přednostovi, aniž náš sněm německému parlamentu.“ Odmítal centralistické pojetí státu („Mám tedy za potřebné, aby vždy pro sebe ty země, které spolu stejné poměry mají, svou zvláštní správu podle vlastní provinciální ústavy měly, ale jen tak dalece, pokud by to mocné jednotě celého císařství nepřekáželo.“)
Hodlal kandidoval ve volbách do rakouského Říšského sněmu roku 1848 a některé výše uvedené názory na státoprávní uspořádání Rakouska, byly koncipovány jako volební program. Kandidatura ovšem byla podána příliš pozdě a Kozánek tak nebyl k volbám připuštěn.
V roce 1849 v korespondenci vytkl městským úředníkům v Přerově onikání. On sám prosil o užívání oslovení „Vy“, protože užívání plurálu „Oni“ prý bylo zavedeno podle německého způsobu.

### Působení v Kroměříži a na zemském sněmu
V roce 1849 čelil problémům okolo pracovního uplatnění v advokacii. Přijal proto možnost stát se úředníkem a působil jako ředitel nově ustavené komise pro vyvazování pozemků v Jihlavském kraji. Podle jiného zdroje byl právním poradcem v 18. vyvazovacím okrese, vymezeném pro města a obce Třebová, Trnávka, Svitavy, Březová, Jevíčko, Jaroměřice, Šebetov, Konice, Cechy, Jesenec, Laškov, Náměšť, Ludeřov a další. Komise zahájila práce počátkem roku 1850.
Roku 1851 byl v rámci nové organizace advokacie a notářství jmenován za advokáta a notáře v Kroměříži. Zde se také veřejně angažoval. V Kroměříži založil Občanskou besedu jako jeden z hlavních národních spolků. V roce 1861 společně s Františkem Skopalíkem a Ferdinandem Urbánkem založil Hospodářskou jednotu záhlinicko-kvasickou. Stál i u založení rolnického akciového cukrovaru v Kroměříži roku 1867. Dlouhodobě byl aktivní v komunální politice. Od roku 1887 byl předsedou národního klubu v městském zastupitelstvu v Kroměříži. Byl členem ředitelství městské spořitelny.
V 60. letech se Kozánek zapojil i do vysoké politiky. V zemských volbách v lednu 1867 byl zvolen na Moravský zemský sněm, za kurii venkovských obcí, obvod Kroměříž, Přerov, Kojetín, Zdounky. Poslanecký slib skládal v únoru 1867 v češtině. Mandát zde obhájil v zemských volbách v březnu 1867 a zemských volbách v roce 1870. V zemských volbách v září 1871 se na sněm dostal za kurii městskou, obvod Kroměříž. Po jisté přestávce se na sněm vrátil v doplňovacích zemských volbách 22. listopadu 1873, tentokrát opět za kurii venkovských obcí, obvod Kroměříž, Přerov, Kojetín, Zdounky. Uspěl zde i v řádných zemských volbách v roce 1878 a zemských volbách v roce 1884. Poslancem byl až do své smrti roku 1890. Byl místopředsedou klubu poslanců Moravské národní strany (staročeské). V roce 1871 zasedal i jako člen Moravského zemského výboru.
V roce 1882 patřil mezi spoluzakladatele českého gymnázia v Kroměříži. Přispěl také k založení rolnických škol v Přerově a Kroměříži. Byl zakladatelem a protektorem spolku Radhošť, zaměřeního na podporu moravských studentů v Praze, a roku 1880 byl jmenován členem Státního soudního dvora. Zakládal také rolnickou záložnu v Kroměříži. Ta byla roku 1872 vládou rozpuštěna, ale Kozánek zachránil část jejího rezervního fondu, která pak mohla být použita na zřízení české průmyslové školy v Kroměříži. V roce 1889 obdržel od císaře ke svým 70. marozeninám Řád železné koruny.
Zemřel v lednu 1890 a je pohřben na kroměřížském hřbitově.
Rozsáhlý kozánkovský archív byl zničen během nacistické okupace, kdy jeden z rodinných příslušníků byl obviněn z držení soukromé lovecké zbraně. Tehdy byla spálena většina starší tehdejší korespondence. Jisté pozůstatky jsou uchovávány u posledního žijícího člena rodu v Kroměříži, Ing. Emila Kozánka. Ten uchovává také rodinné vzpomínky na Jana Kozánka od Ludmily Vysloužilové a rodinnou kroniku, sestavenou v roce 1956 Viktorem Kozánkem. V Přerově, Kozánkově rodišti, nejsou žádné doklady o jeho rodině. Hlavním zdrojem poznatků o Kozánkovi je jen dobová korespondence a dobový tisk.

## Kozánkova vila

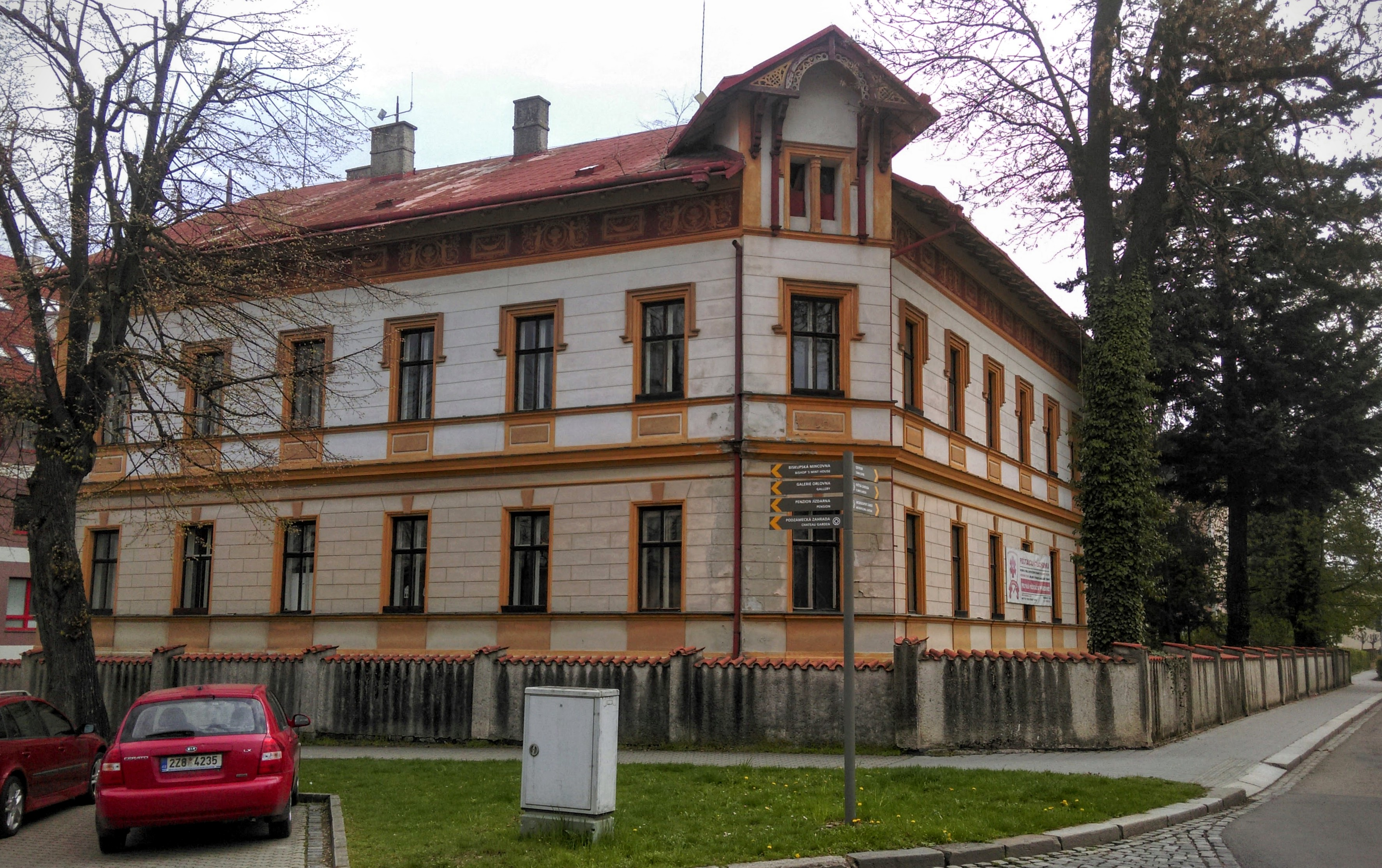
Kozánkova vila v Kroměříži

Kozánkovic kroměřížskou vilu, často označovanou za patricijský dům, vybudoval kroměřížský stavitel Antonín Zajíček v místní části Štěchovice v roce 1883. Rok poté ji koupil Emil Kozánek a stalo se z ní centrum kulturních besed a politických debat, kde se setkávaly význačné osobnosti veřejného a kulturního života. Jedním z hostů zde byl např. rodinný přítel Antonín Dvořák. V Kroměříži koncem 80. let hostovalo smyčcové Florentinské kvarteto: primáriem byl Jean Becker, dále jej tvořili Mazi, Chiostri a Spitzer-Hegyesi. Toto kvarteto, proslulé především interpretací klasických mistrů, pozval do Kroměříže roku 1879 šlechtic Rudolf Thurn-Taxis, který stál v čele Hlaholu, Moravana a byl přítelem Bedřicha Smetany. Syn Karel Kozánek se tenkrát obrátil na Antonína Dvořáka, aby pro kvarteto napsal skladbu ryze českou, jménem Jeana Beckera, primária kvarteta. Dvořák vyhověl a sepsal: kvarteto Es dur op. 51.
Po listopadu 1989 byla vila sídlem mnoha různých firem, v letech 2018-2019 prošla kontroverzní přestavbou na byty.
Vila se tak stala bytovým domem.